# Anna Kendrick
Anna Cooke Kendrick (* 9. srpna 1985, Portland, Maine, Spojené státy americké) je americká herečka a zpěvačka. Její zlomová role byla Natalie Keener ve filmu Lítám v tom, za kterou obdržela i nominaci na Oscara v kategorii nejlepší ženský herecký výkon ve vedlejší roli. Zahrála si roli Dinah Lord v broadwayském muzikálu High Society, za který získala nominaci na cenu Tony.
Mezi její další filmy patří sága Stmívání, Scott Pilgrim proti zbytku světa, 50/50, Ladíme!, Jak porodit a nezbláznit se, Čarovný les a Ladíme 2.

## Životopis
Narodila se v Portlandu ve státě Maine jako dcera účetní Janice (rozené Cooke) a učitele dějepisu Williama K. Kendrickových. Její otec také pracuje ve finančnictví. Anna a její starší bratr, herec Michael Cooke Kendrick, který se objevil ve filmu Čekám na ozvěnu (2000), navštěvovali školy Longfellow Elementary School, Lincoln Middle School a Deering High School v Portlandu. Anna je anglického, irského a skotského původu.

## Kariéra

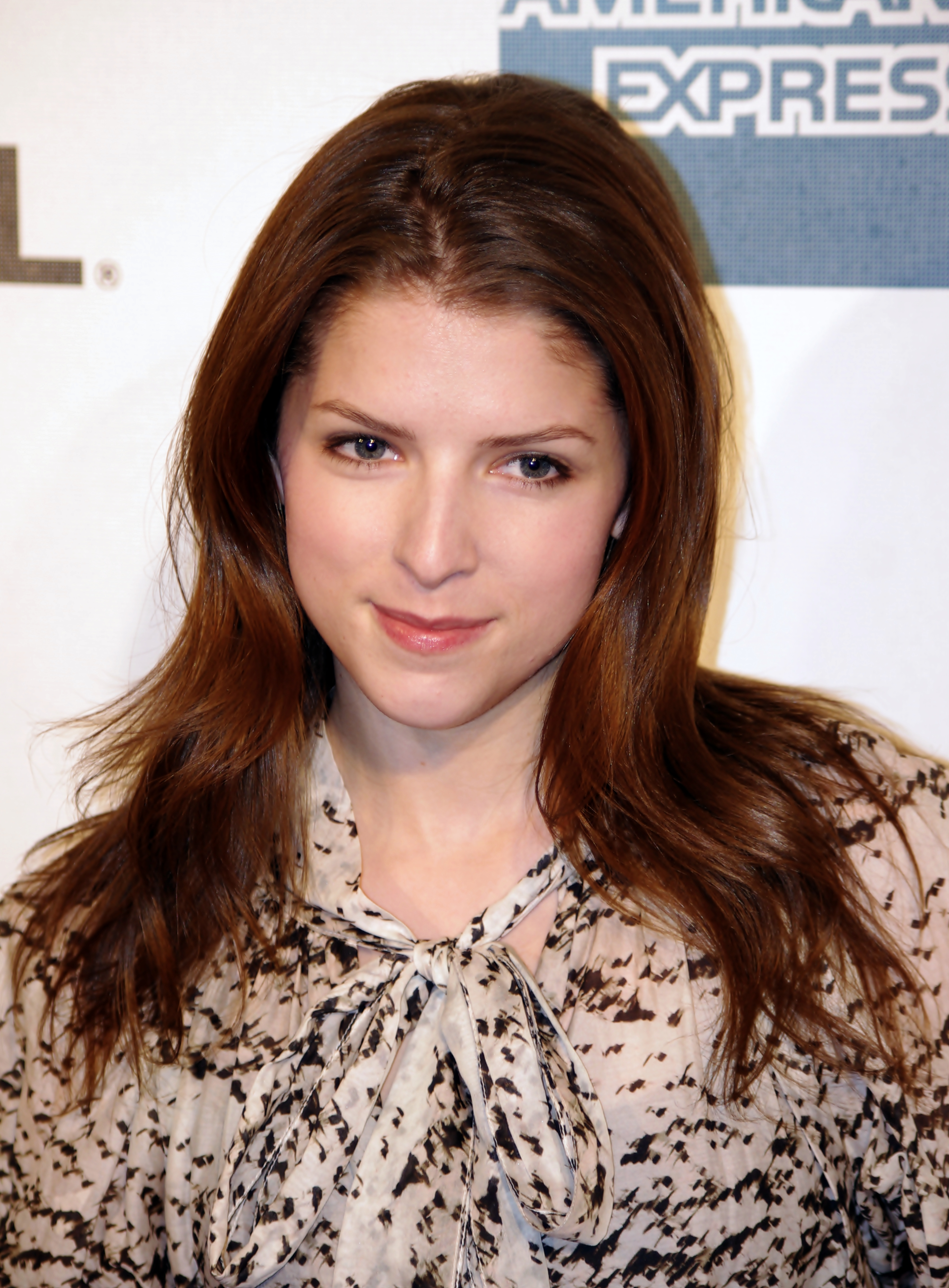
Kendrick v roce 2011 na Tribeca Film Festivalu

Kendrick "chytila nadšení k herectví" ve věku deseti let, když jela autobusem z Portlandu v Maine do New Yorku, aby se mohla zúčastnit konkurzu. Její první herecká role byla Dinah v broadwayském muzikálu High Society v srpnu 1998 ve věku dvanácti let, kdy si za svůj výkon vysloužila cenu Theatre World Award a byla nominována na Cenu Tony a Drama Desk Award, čímž se stala třetí nejmladší osobou v historii, která byla nominována na cenu Tony.
Pokračovala v objevování se v dalších divadelních představeních, včetně muzikálu A Little Night Music, kde hrála Fredriku Armfeldt v newyorské opeře. Poté v roce 2003 přišel její filmový debut ve filmu Letní tábor, za který byla nominována v kategorii nejlepší herečka ve vedlejší roli na cenu Chlotrudis Award a za nejlepší debutový výkon na Independent Spirit Award za její ztvárnění Fritzi Wagner.
V roce 2007 se objevila v dalším filmu, Rocket Science, ve kterém ztvárnila Ginny Ryerson, rychle mluvící středoškolskou diskutující. Ačkoliv Kendrick řekla, že roli shledává zastrašující a náročnou a poté, co viděla skutečnou soutěž, tak byl její výkon chválen kritiky a za roli byla nominována na cenu Independent Spirit v kategorii nejlepší herečka ve vedlejší roli.
Na konci roku 2007 se ucházela o roli Jessicy Stanley ve Stmívání, filmové adaptaci stejnojmenné knihy od Stephenie Meyer z roku 2008. Měla v úmyslu zkoušet scénky s různými herci, ale byla příliš nemocná a musela odejít; nicméně při pozdějším sezení roli získala. Roli Jessicy si zopakovala i ve třech dalších pokračováních Twilight ságy. Její zkušenost ze zpěvem ji přinesla příležitost hrát v dalším projektu, The Marc Pease Experience, kde se objevila vedle Jasona Schwartzmana a Bena Stillera v roli středoškolské maturantky zapojené v hudebním divadle.
V roce 2009 přišla její první hlavní role ve snímku Elsewhere, kde hraje dívku, jejíž kamarádka (kterou hraje Tania Raymonde) zmizí a ve filmu režiséra Jasona Reitmana, Lítám v tom, která je založená na stejnojmenné novele od Waltera Kirna a v hlavních rolích hrají George Clooney a Vera Farmiga.
Za svou roli v Lítám v tom ji National Board of Review označil jako nejlepší herečku ve vedlejší roli a také získala nominace na velkou řadu cen od kritiků, včetně Zlatého glóbu, Screen Actors Guild a Oscara.

Zopakovala si roli Jessicy Stanley ve filmu Twilight sága: Zatmění. Scenáristka Melissa Rosenberg vymyslela maturitní řeč, kterou říká její postava a nebyla součástí knihy. Objevila se ve filmové adaptaci komiksů o Scottu Pilgrimovi s názvem Scott Pilgrim proti zbytku světa. Hrála roli Stacey Pilgrim, sestry hlavní postavy filmu.

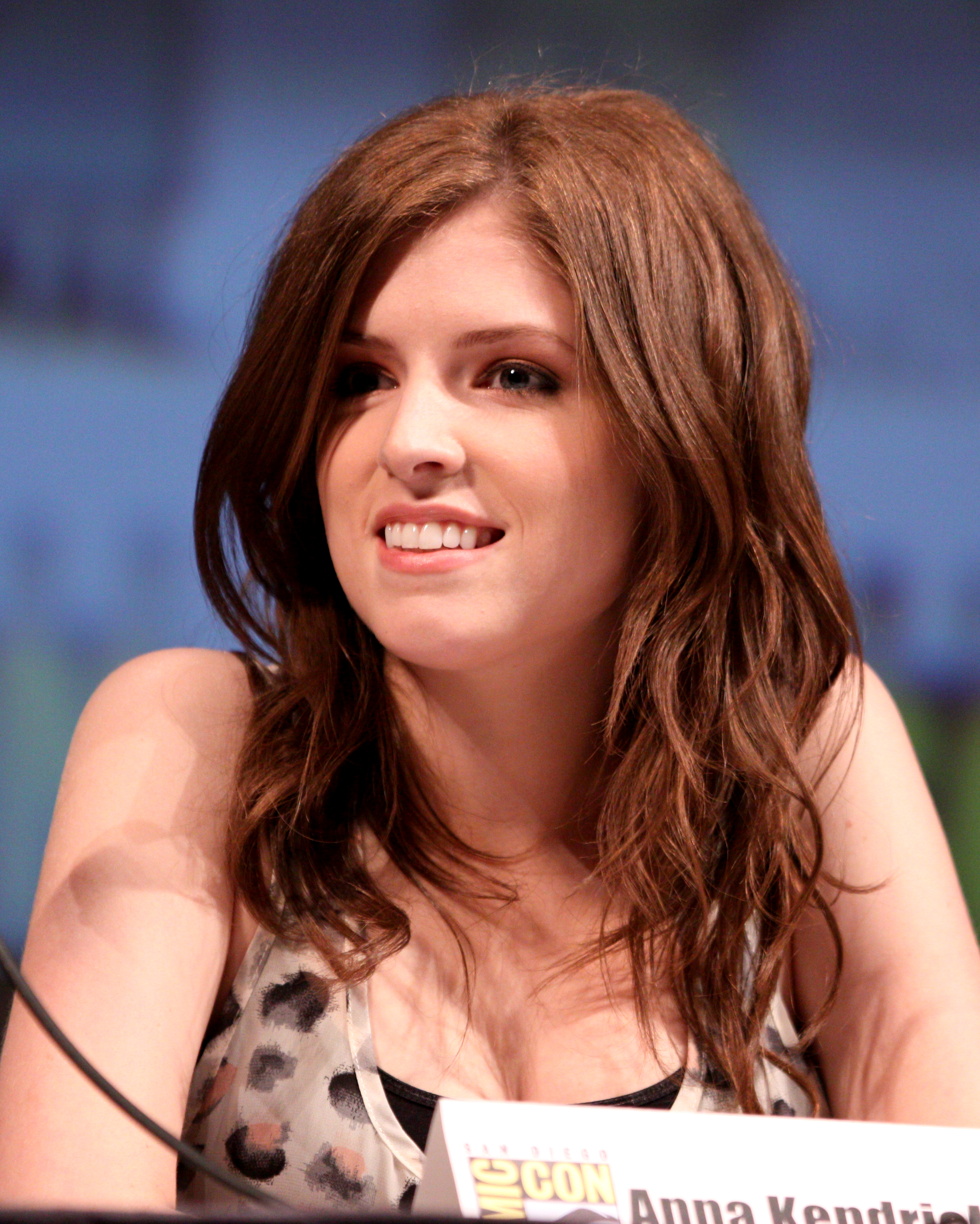
Kendrick v roce 2010 na Comic Conu v San Diegu

V roce 2010 se objevila ve videoklipu skupiny LCD Soundsystem s názvem "Pow Pow" jako "posunovačka tvarů" která sbírá "duše zlých lidí". V říjnu 2010 navštívila předávání Top Glamour Awards v Mexiku, kde získala cenu pro nejlepší mezinárodní herečku.
V roce 2011 hrála v dramatické komedii 50/50, vedle Josepha Gordona Levitta, Bryce Dallas Howard a Setha Rogena. Také si znovu zopakovala roli Jessicy Stanley ve filmu Twilight sága: Rozbřesk – 1. část.
V roce 2012 si zahrála roli Rosie ve filmové adaptaci průvodce pro páry, které čekají dítě, s názvem Jak porodit a nezbláznit se a namluvila roli Courtney v animovaném filmu Norman a duchové. Hrála hlavní roli ve filmu Ladíme!. Její postavou je Beca, rebelská studentka vysoké školy, která svůj hlas objeví ve školním ženském acappella sboru a je také zahrnuta na filmovém soundtracku. Také se objevila v dramatu Patrola, kde si zahrála manželku policisty Briana Taylora (Jake Gyllenhaal). Objeví se též v připravovaném politickém thrilleru The Company You Keep, v hlavní roli s Robertem Redfordem a Shiou LaBeoufem.
V roce 2013 se její písnička „Cups (When I'm Gone)“ z filmu Ladíme! stala číslem 2 na americkém žebříčku hitparády Billboard's Adult Pop Song. V roce 2014 získala roli ve filmové adaptaci Posledních pět let, který měl premiéru na filmovém festivalu v Torontu v září 2014. Také si zahrála v thrilleru Hlasy a jako Popelka se objevila ve filmové adaptaci Čarovný les. Na rok 2015 má stanoveno premiéru pokračování filmu Ladíme!, s názvem Ladíme 2.

### 2016–dosud
V roce 2016 svůj hlas propůjčila hlavní animované postavičce Poppy ve filmu Trollové. Po boku Zaca Efrona a Adam DeVineho si zahrála v komediálním filmu Mike i Dave sháněj holku. S Benem Affleckem si zahrála v akčním thrilleru Zúčtování. V roce 2017 měl premiéru film Stůl číslo 19. Znovu si zahraje roli Becy Mitchell ve filmu Ladíme 3. V září 2018 měl premiéru film Nebezpečná laskavost, ve kterém si zahrála po boku Blake Lively.

## Osobní život
Od roku 2009 chodila s režisérem Edgarem Wrightem, kterého potkala na natáčení filmu Scott Pilgrim proti zbytku světa. Pár se rozešel na začátku roku 2013. Od dubna 2014 chodí s filmařem Benem Richardsonem.

## Filmografie

### Film
| Rok  | Název                             | Role                    |
| ---- | --------------------------------- | ----------------------- |
| 2003 | Letní tábor                       | Fritzi Wagner           |
| 2007 | Rocket Science                    | Ginny Ryerson           |
| 2008 | Twilight sága: Stmívání           | Jessica Stanley         |
| 2009 | Elsewhere                         | Sarah                   |
| 2009 | Zašlá sláva Marca Pease           | Meg Brickman            |
| 2009 | Twilight sága: Nový měsíc         | Jessica Stanley         |
| 2009 | Lítám v tom                       | Natalie Keener          |
| 2010 | Twilight sága: Zatmění            | Jessica Stanley         |
| 2010 | Scott Pilgrim proti zbytku světa  | Stacey Pilgrim          |
| 2011 | 50/50                             | Katherine McKay         |
| 2011 | Twilight sága: Rozbřesk – 1. část | Jessica Stanley         |
| 2012 | Jak porodit a nezbláznit se       | Rosie                   |
| 2012 | Norman a duchové                  | Courtney Babcock (hlas) |
| 2012 | Patrola                           | Janet                   |
| 2012 | Ladíme!                           | Beca Mitchell           |
| 2012 | Pravidla mlčení                   | Diana                   |
| 2013 | Kámoši až na dno lahve            | Jill                    |
| 2013 | Souboj s Antikristem              | Lindsey Lewis           |
| 2014 | Štastné a veselé                  | Jenny                   |
| 2014 | Life after Beth                   | Erica Wexler            |
| 2014 | Hlasy                             | Lisa                    |
| 2014 | Dort                              | Nina                    |
| 2014 | Posledních pět let                | Cathy Hiatt             |
| 2014 | Čarovný les                       | Popelka                 |
| 2015 | Ladíme 2                          | Beca Mitchell           |
| 2015 | Hledači ohně                      | Alicia                  |
| 2016 | Pan Dokonalý                      | Martha                  |
| 2016 | Hollarovi                         | Rebecca                 |
| 2016 | Get a Job                         | Jillian Stewart         |
| 2016 | Mike i Dave sháněj holku          | Alice                   |
| 2016 | Zúčtování                         | Dana Cummings           |
| 2016 | Trollové                          | princezna Poppy (hlas)  |
| 2017 | Stůl číslo 19                     | Eloise                  |
| 2017 | Ladíme 3                          | Beca Mitchell           |
| 2018 | Nebezpečná laskavost              | Stephanie Ward          |
| 2019 | Noelle                            | Nicole Claus            |
| 2019 | The Day Shall Come                | Kendra Glack            |
| 2020 | Trollové: Světové turné           | princezna Poppy (hlas)  |
| 2021 | Utajený pasažér                   | Levenson                |

### Televize
| Rok  | Název                              | Role                        | Poznámky                                                       |
| ---- | ---------------------------------- | --------------------------- | -------------------------------------------------------------- |
| 2003 | The Mayor                          | Sadie Winterhalter          | Televizní film                                                 |
| 2007 | Viva Laughlin                      | Holly                       | díl: „What a Whale Wants“                                      |
| 2009 | Podstata strachu                   | Shelby                      | díl: „The Spirit Box“                                          |
| 2012 | Griffinovi                         | Nora (hlas)                 | díl: „Domácí peklo“                                            |
| 2013 | Comedy Bang! Bang!                 | Samu sebe                   | díl: „Anna Kendrick Wears A Patterned Blouse & Burgundy Pants“ |
| 2013 | Umíte tančit?                      | Samu sebe/Hostující porotce | díl: „Top 14 vystoupení“                                       |
| 2014 | Saturday Night Live                | Samu sebe/ Moderátor        | díl: „Anna Kendrick/Pharell Williams“                          |
| 2015 | Souboj playbacků                   | Samu sebe                   | díl: „Anna Kendrick/John Krasinski“                            |
| 2015 | Billy on the Street                | Samu sebe                   | díl: „Anna Kendrick's Tinder In Real Life Lightning Round“     |
| 2017 | Last Week Tonight with John Oliver | Nan Britton                 | segment: „Harding“                                             |
| 2019 | Human Discoveries                  | Jane (hlas)                 | 10 dílů, také výkonná producentka                              |
| 2020 | Love Life                          | Darby Carter                | 10 dílů, také výkonná producentka                              |
| 2020 | Dummy                              | Cody Heller                 | 10 dílů, také výkonná producentka                              |

## Další práce

### Účinkování na Broadwayi
| Rok  | Název                | Role              | Poznámky                                            |
| ---- | -------------------- | ----------------- | --------------------------------------------------- |
| 1998 | High Society         | Dinah Lord        | St. James Theatre (27. dubna 1998 – 30. srpna 1998) |
| 2003 | A Little Night Music | Fredrika Armfeldt | New York City Opera                                 |

### Videoklipy
| Rok  | Název                | Umělec          |
| ---- | -------------------- | --------------- |
| 2010 | Pow Pow              | LCD Soundsystem |
| 2012 | Do it Anyway         | Ben Folds Five  |
| 2013 | Cups (When I'm Gone) | Anna Kendrick   |

## Ocenění a nominace
| Rok  | Ocenění                                       | Kategorie                                                                 | Práce                                   | Výsledek  |
| ---- | --------------------------------------------- | ------------------------------------------------------------------------- | --------------------------------------- | --------- |
| 1998 | Theatre World Award                           | Nejlepší muzikálová herečka                                               | High Society                            | vítězství |
| 1998 | Cena Tony                                     | Nejlepší herečka v muzikálu                                               | High Society                            | nominace  |
| 1998 | Drama Desk Award                              | Nejlepší herečka v muzikálu                                               | High Society                            | nominace  |
| 2003 | Chlotrudis Society for Independent Film       | Nejlepší herečka ve vedlejší roli                                         | Letní tábor                             | nominace  |
| 2003 | Independent Spirit Awards                     | Nejlepší debutový výkon                                                   | Letní tábor                             | nominace  |
| 2007 | Independent Spirit Awards                     | Nejlepší herečka ve vedlejší roli                                         | Rocket Science                          | nominace  |
| 2008 | People's Choice Award                         | Oblíbená průlomová filmová herečka                                        | Twilight sága: Stmívání                 | nominace  |
| 2009 | Teen Choice Awards                            | Nejlepší zlodějka scén                                                    | Twilight sága: Nový měsíc               | nominace  |
| 2009 | Teen Choice Awards                            | Nejvíce fanatičtí fanoušci (společně s obsazením Twilight sága: Stmívání) | Twilight sága: Nový měsíc               | vítězství |
| 2009 | Austin Film Award                             | Nejlepší herečka ve vedlejší roli                                         | Lítám v tom                             | vítězství |
| 2009 | Glamour Woman of the Year Award               | Speciální cena editorů                                                    | Lítám v tom                             | vítězství |
| 2009 | Houston Film Critics Society                  | Nejlepší herečka ve vedlejší roli                                         | Lítám v tom                             | vítězství |
| 2009 | MTV Movie Award                               | Nejlepší průlomový výkon                                                  | Lítám v tom                             | vítězství |
| 2009 | National Board of Review Award                | Nejlepší herečka ve vedlejší roli                                         | Lítám v tom                             | vítězství |
| 2009 | North Texas Film Critics Association          | Nejlepší herečka ve vedlejší roli                                         | Lítám v tom                             | vítězství |
| 2009 | Oscar                                         | Oscar za nejlepší ženský herecký výkon ve vedlejší roli                   | Lítám v tom                             | nominace  |
| 2009 | Chicago Film Critics Association              | Nejlepší herečka ve vedlejší roli                                         | Lítám v tom                             | nominace  |
| 2009 | Dallas-Fort Worth Film Critics Association    | Nejlepší herečka ve vedlejší roli                                         | Lítám v tom                             | nominace  |
| 2009 | Denver Film Critics Society                   | Nejlepší herečka ve vedlejší roli                                         | Lítám v tom                             | nominace  |
| 2009 | Denver Film Critics Society                   | Nejlépe hrající obsazení filmu                                            | Lítám v tom                             | nominace  |
| 2009 | Detroit Film Critics Society                  | Nejlepší herečka ve vedlejší roli                                         | Lítám v tom                             | nominace  |
| 2009 | Detroit Film Critics Society                  | Nejlepší průlomový výkon                                                  | Lítám v tom                             | nominace  |
| 2009 | Empire Award                                  | Nejlepší nováček                                                          | Lítám v tom                             | nominace  |
| 2009 | Irish Film and Television Award               | Nejlepší mezinárodní herečka                                              | Lítám v tom                             | nominace  |
| 2009 | Los Angeles Film Critics Association          | Nejlepší herečka ve vedlejší roli                                         | Lítám v tom                             | nominace  |
| 2009 | New York Film Critics Circle                  | Nejlepší herečka ve vedlejší roli                                         | Lítám v tom                             | nominace  |
| 2009 | Online Film Critics Society                   | Nejlepší herečka ve vedlejší roli                                         | Lítám v tom                             | nominace  |
| 2009 | Satellite Award                               | Nejlepší herečka ve vedlejší roli v celovečerním filmu                    | Lítám v tom                             | nominace  |
| 2009 | Screen Actors Guild Award                     | Nejlepší herečka ve vedlejší roli                                         | Lítám v tom                             | nominace  |
| 2009 | Southeastern Film Critics Association         | Nejlepší herečka ve vedlejší roli                                         | Lítám v tom                             | nominace  |
| 2009 | St. Louis Gateway Film Critics Association    | Nejlepší herečka ve vedlejší roli                                         | Lítám v tom                             | nominace  |
| 2009 | Teen Choice Awards                            | Nejlepší zlodějka scén                                                    | Lítám v tom                             | nominace  |
| 2009 | Utah Film Critics Association                 | Nejlepší výkon ve vedlejší roli                                           | Lítám v tom                             | nominace  |
| 2009 | Washington D.C. Area Film Critics Association | Nejlepší herečka ve vedlejší roli                                         | Lítám v tom                             | nominace  |
| 2009 | Washington D.C. Area Film Critics Association | Nejlepší průlomový výkon                                                  | Lítám v tom                             | nominace  |
| 2009 | Washington D.C. Area Film Critics Association | Nejlepší obsazení                                                         | Lítám v tom                             | nominace  |
| 2010 | Zlatý glóbus                                  | Nejlepší herečka ve vedlejší roli                                         | Lítám v tom                             | nominace  |
| 2010 | Critics' Choice Movie Awards                  | Nejlepší herečka ve vedlejší roli                                         | Lítám v tom                             | nominace  |
| 2010 | Critics' Choice Movie Awards                  | Nejlepší obsazení                                                         | Lítám v tom                             | nominace  |
| 2010 | Irish Film & Television Academy               | Nejlepší mezinárodní herečka                                              | Lítám v tom                             | nominace  |
| 2010 | Online Film Critics Society                   | Nejlepší herečka ve vedlejší roli                                         | Lítám v tom                             | nominace  |
| 2010 | Mezinárodní filmový festival v Palm Springs   | Stoupající hvězda                                                         | Lítám v tom                             | vítězství |
| 2010 | Empire Awards                                 | Nejlepší nováček                                                          | Lítám v tom a Twilight sága: Nový měsíc | nominace  |
| 2010 | National Society of Film Critics              | Nejlepší herečka ve vedlejší roli                                         | Lítám v tom                             | nominace  |
| 2010 | Toronto Film Critics Association              | Nejlepší herečka ve vedlejší roli                                         | Lítám v tom                             | vítězství |
| 2010 | Vancouver Film Critics Circle                 | Nejlepší herečka ve vedlejší roli                                         | Lítám v tom                             | nominace  |
| 2010 | Screen Actors Guild                           | Nejlepší herečka ve vedlejší roli                                         | Lítám v tom                             | nominace  |
| 2010 | British Academy Film Awards                   | Nejlepší herečka ve vedlejší roli                                         | Lítám v tom                             | nominace  |
| 2010 | MTV Movie Awards                              | Objev roku                                                                | Lítám v tom                             | vítězství |
| 2010 | Teen Choice Awards                            | Zlodějka filmových scén                                                   | Twilight sága: Nový měsíc               | nominace  |
| 2010 | Detroit Film Critics Society                  | Nejlepší obsazení                                                         | Scott Pilgrim proti zbytku světa        | nominace  |
| 2013 | MTV Movie Awards                              | Nejlepší hudební moment                                                   | Ladíme!                                 | nominace  |
| 2013 | Teen Choice Awards                            | Nejlepší filmová herečka: komedie                                         | Ladíme!                                 | nominace  |
| 2013 | Teen Choice Awards                            | Nejlepší filmový polibek (sdíleno se Skylarem Astinem)                    | Ladíme!                                 | nominace  |
| 2013 | Teen Choice Awards                            | Nejlepší singl: zpěvačka                                                  | Ladíme!                                 | nominace  |
| 2013 | American Music Awards                         | Nejlepší soundtrack                                                       | Ladíme!                                 | vítězství |
| 2014 | Detroit Film Critics Society                  | Nejlepší obsazení                                                         | Čarovný les                             | nominace  |
| 2015 | Critics' Choice Movie Awards                  | Nejlepší obsazení                                                         | Čarovný les                             | nominace  |
| 2015 | Satellite Awards                              | Nejlepší obsazení                                                         | Čarovný les                             | vítězství |
| 2015 | Billboard Music Awards                        | Nejlepší soundtrack                                                       | Čarovný les                             | nominace  |
| 2015 | Teen Choice Awards                            | Nejlepší filmová herečka: komedie                                         | Ladíme 2                                | vítězství |
| 2015 | Teen Choice Awards                            | Nejlepší výbuch vzteku                                                    | Ladíme 2                                | vítězství |
| 2015 | Teen Choice Awards                            | Nejlepší filmová chemie (sdíleno s Brittany Snow)                         | Ladíme 2                                | vítězství |
| 2015 | American Music Awards                         | Nejlepší soundtrack                                                       | Ladíme 2                                | vítězství |
| 2016 | People's Choice Awards                        | Nejlepší filmová herečka: komedie                                         | Ladíme 2                                | nominace  |
| 2016 | People's Choice Awards                        | Nejlepší celebrita: sociální média                                        |                                         | nominace  |
| 2016 | Cena Grammy                                   | Nejlepší soundtrack                                                       | Ladíme 2                                | nominace  |
| 2016 | MTV Movie Awards                              | Nejlepší filmová herečka                                                  | Ladíme 2                                | nominace  |
| 2016 | MTV Movie Awards                              | Nejlepší obsazení                                                         | Ladíme 2                                | vítězství |
| 2016 | Teen Choice Awards                            | Nejlepší filmová herečka: komedie                                         | Pan Dokonalý                            | nominace  |
| 2016 | Teen Choice Awards                            | Nejlepší filmová herečka: teenagerský film                                | Hollarovi                               | nominace  |
| 2017 | People's Choice Awards                        | Nejlepší filmová herečka                                                  | Zúčtování                               | nominace  |
| 2017 | People's Choice Awards                        | Nejlepší komediální výkon ve filmu                                        | Mike i Dave sháněj holku                | nominace  |
| 2017 | Kids' Choice Awards                           | Nejlepší hlas: animovaný film                                             | Trollové                                | nominace  |
| 2017 | Kids' Choice Awards                           | Nejlepší nepřátelé (sdíleno s Justinem Timberlakem)                       | Trollové                                | nominace  |
| 2017 | MTV Movie Awards                              | Nejlepší filmový polibek (sdíleno se Zac Efron)                           | Mike i Dave sháněj holku                | nominace  |
| 2017 | Teen Choice Awards                            | Nejlepší filmová herečka: komedie                                         | Stůl číslo 19                           | nominace  |
| 2018 | Teen Choice Awards                            | Nejlepší filmová herečka: komedie                                         | Ladíme 3                                | vítězství |